# بمب‌گذاری ۱۳۸۹ در مهاباد
انفجار بمب صوتی در مهاباد در ۳۱ شهریور ۱۳۸۹ باعث کشته شدن ۱۲ نفر و زخمی شدن ۸۰ نفر شد. این بمب‌گذاری در جریان مراسم رژه سالگرد جنگ ایران و عراق و در جایگاه زنان اتفاق افتاد. اکثر قربانیان را فرزندان و همسران افراد عادی عضو ارتش مهاباد و عشایر منگور تشکیل می‌دادند. این بمب در ۵۰ متری جایگاه ویژه منفجر شد. در پی این حمله به نیروهای نظامی حاضر در محل، آسیبی وارد نیامد. دو نفر از مجروحان این حادثه به دلیل وخامت وضعیتشان به ارومیه منتقل شدند. با وجود گمانه‌زنی‌های مختلف، هیچ گروهی رسماً مسئولیت بمب‌گذاری را به عهده نگرفت.
مراسم تشییع پیکر ۱۲ تن حادثه بمب‌گذاری مهاباد با حضور مردم و مقامات استان از مقابل مسجد محمد رسوال‌الله تا گلزار شهدای شهرستان مهاباد انجام شد. این مراسم در ساعت ۱۶:۳۰ شروع و در ساعت ۱۹ به پایان رسیده‌است. استانداری آذربایجان غربی نیز ۳ روز عزای عمومی در این شهرستان اعلام کرد.

## واکنش‌ها
- محمود احمدی‌نژاد که در طی این حادثه برای شرکت در اجلاس سالیانه مجمع عمومی سازمان ملل در نیویورک به سر می‌برد، از طریق دفتر امور رسانه‌ای ریاست جمهوری، بیانیهٔ محکومیت این بمب‌گذاری را منتشر کرد.[۱۰]
- کمیته مرکزی کومله در اطلاعیه‌ای این بمب‌گذاری را محکوم نمود و با بازماندگان این حادثه همدردی کرد و خواستار رسیدگی و تحقیقات مستقل در مورد این انفجار شد.[۱۱]
- هیلاری کلینتون با صدور بیانیه‌ای انفجار مهاباد را محکوم کرد و با بازماندگان و قربانیان این حادثه همدردی نمود و گفت «که چنین رویدادهایی لزوم همکاری بین‌المللی برای مقابله با تروریسم را گوشزد می‌کند.»[۱۲][۱۳]
- حیدر مصلحی، وزیر وقت اطلاعات ایران یکی از اهداف این بمب‌گذاری را از بین بردن وحدت میان شیعیان ایران و اهل تسنن ایران به ویژه در منطقه کردنشین مهاباد دانست.[۱۴]

## مقابله با عوامل بمب‌گذاری
سرتیپ عبدالرسول محمودآبادی، فرمانده قرارگاه حمزه سیدالشهدا اعلام نمود که در روز شنبه ۳ مهر همان سال، ۳۰ نفر از عوامل بمب‌گذاری در مهاباد به دست نیروهای اطلاعاتی و انتظامی کشته شدند. این فرمانده برنامه‌ریز این انفجار را سازمانهای موساد و سیا دانست. وی همچنین اظهار کرد یک یا دو نفر از عوامل بمب‌گذاری هنوز فراری هستند.
سردار محمد پاکپور در تشریح عملیات برخورد با عوامل حادثه بیان کرد: پس از گذشت چند روز از بررسی شواهد و مدارک، عناصر تروریست مورد شناسایی و تعقیب قرار گرفتند. درست زمانی که آن‌ها در حال خروج از کشور بودند و به این منظور در مکانی جمع شده بودند تا به صورت هماهنگ این اقدام را صورت دهند، عملیات محاصره و برخورد با آن‌ها در دستور کار رزمندگان قرارگاه حمزه سیدالشهداء قرار گرفت و مبارزه مسلحانه شروع شد.
وزارت اطلاعات ایران، مورخ ۲۸ اردیبهشت ۱۳۹۳ اقدام به انتشار بیانیه‌ای مبنی بر دستگیری ۳ نفر از نیروهای کوموله نموده که در بمب‌گذاری مهاباد، نقش داشتند. این افراد اعتراف کرده‌اند که آموزش، تجهیز و تأمین مالی ایشان توسط نیروهای کوموله انجام شده‌است.